# 제어실

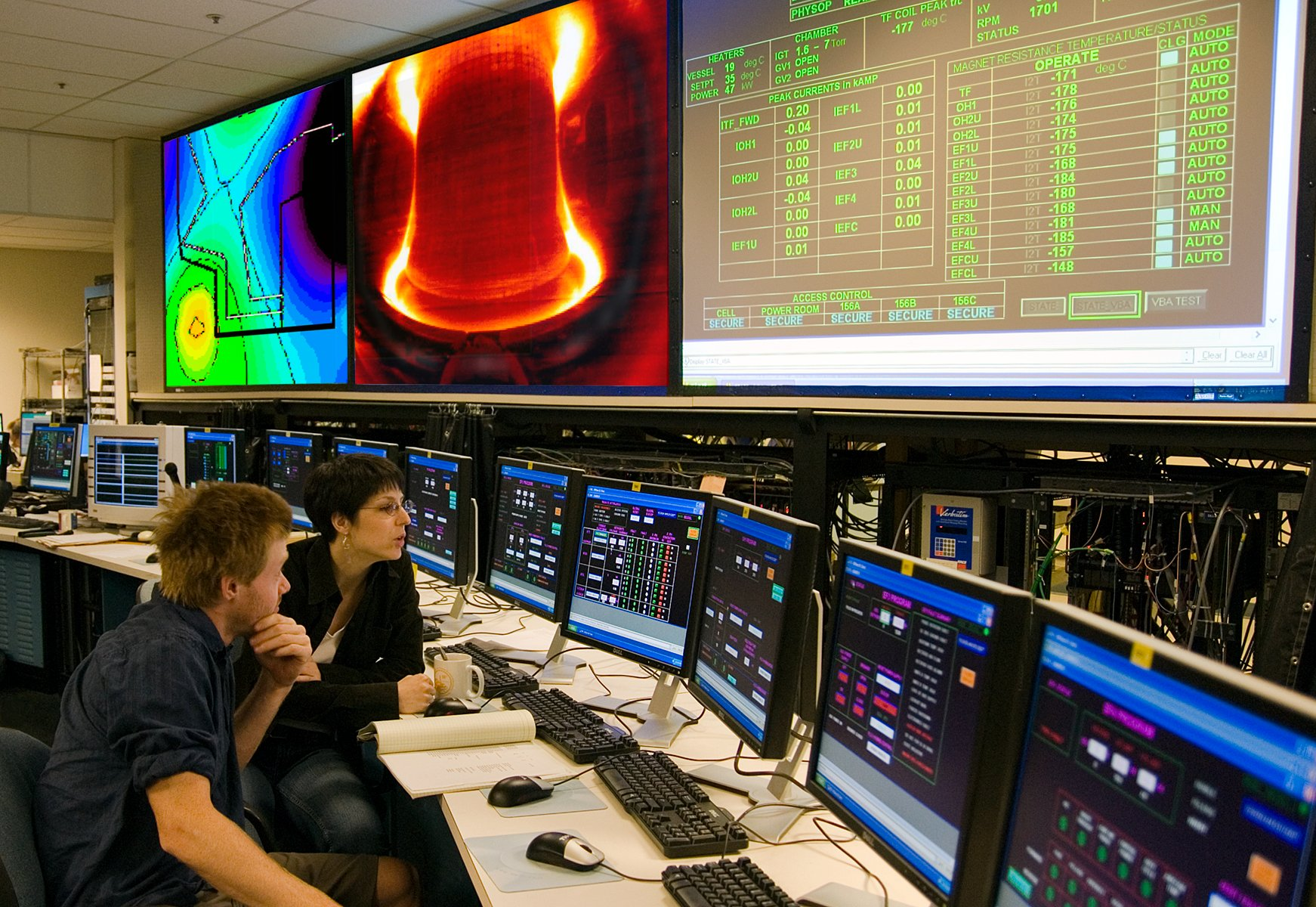

제어실(制御室), 분야에 따라 통제실 혹은 관리제어실의 줄임말인 관제실로 불리는 이 시설은 대규모 물리적 시설 또는 물리적으로 분산된 서비스를 모니터링하고 제어할 수 있는 중앙 공간이다. 이러한 시설은 이보다 더 거대한 지휘소의 일부이다.

## 예제
- 발전소에서 발전기의 운전을 조작하는 통제실, 모든 관리 및 제어 기능을 한 곳에 모아둔 중앙통제실.
- 군사에서 건물 안의 일부 방에 세입한 모양새일 때는 지휘실, 건물을 지휘관의 지휘실로 참모 부서로 쓰고 있다면 지휘소.
- 우주왕복선, 위성 등을 싣은 우주발사체, 국제우주정거장의 운항 관제사가 모여있는 운항관제실이 있는 임무관제소.
- 대한민국의 소방서에서 119로 호출된 소방 재난에 대응하는 현장직원에 대한 출동 지령 및 원격 관제하는 119종합상황실.[1]

## 사진첩

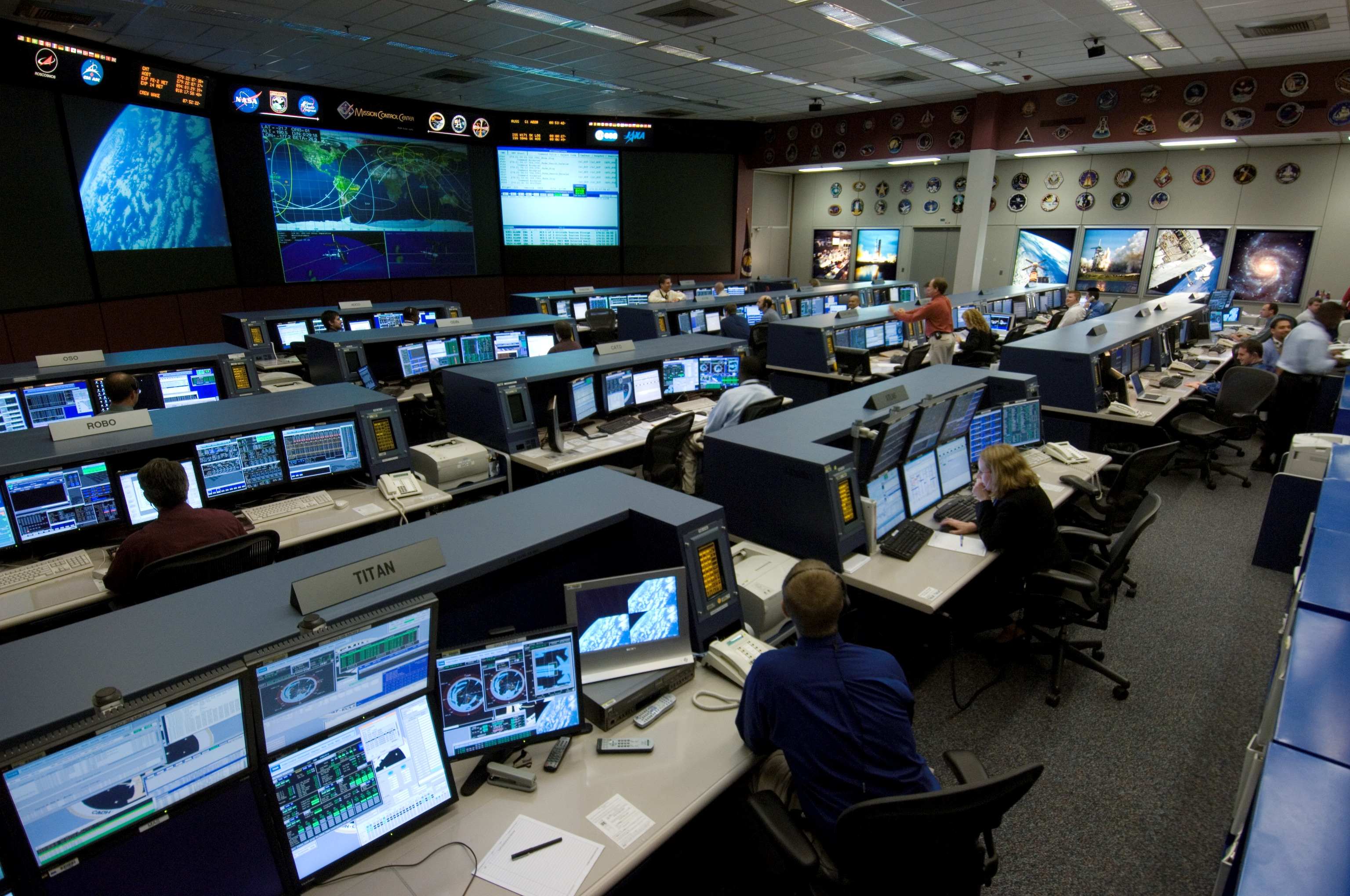
미국 국립항공우주국의 국제우주정거장 비행통제실
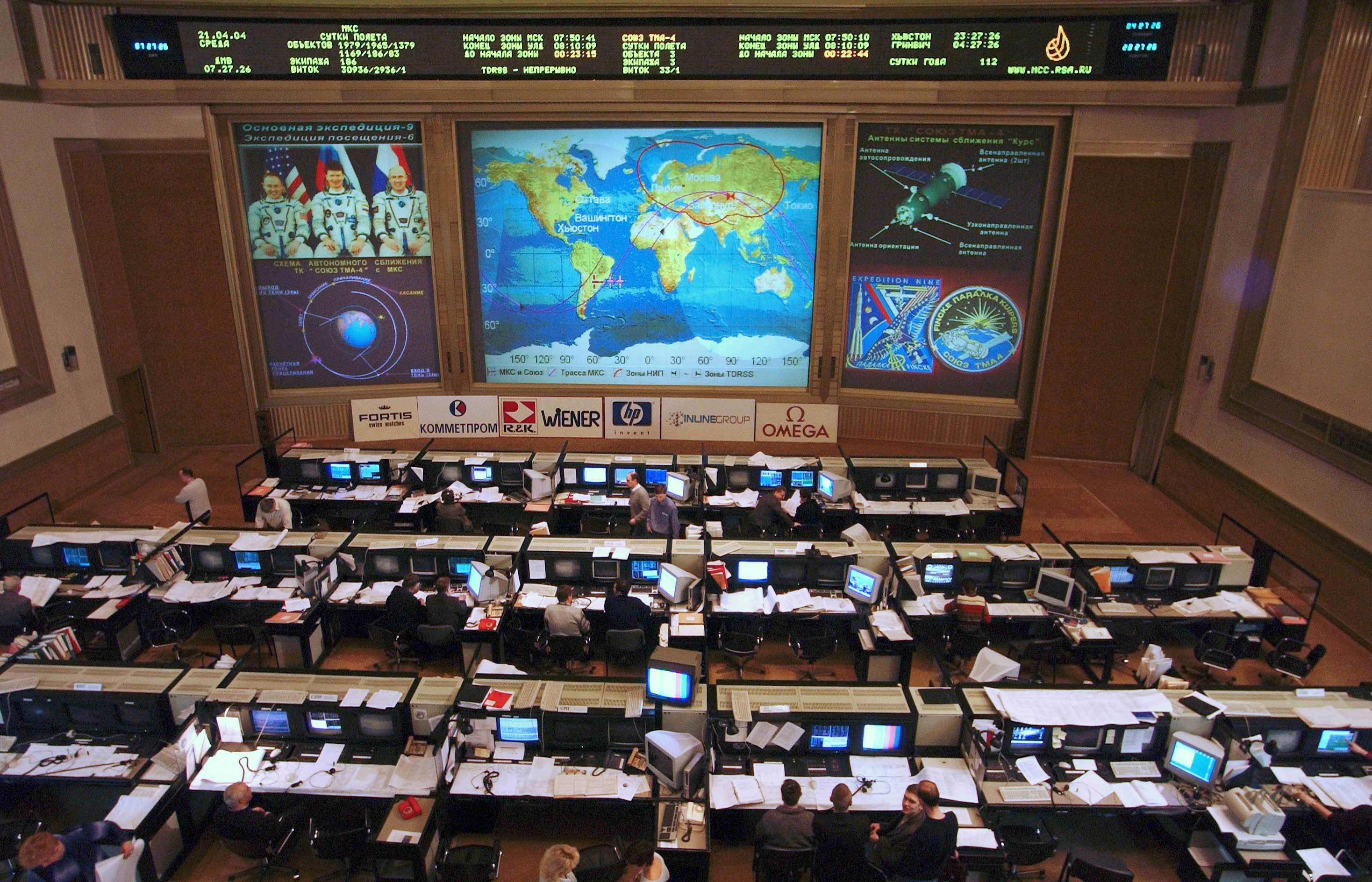
러시아 연방의 국제우주정거장 비행통제실

## 같이 보기
- 지휘소
- 피난안전구역
- 내화성화
- 무정전 전원 장치

## 참고
1. ↑  “119종합상황실< 조직안내< 기관소개< 소방청”. 2024년 11월 27일에 확인함.